# Bueng Samakkhi (huyện)
Bueng Samakkhi (tiếng Thái: บึงสามัคคี) là một huyện (amphoe) ở phía đông tỉnh Kamphaeng Phet, phía bắc Thái Lan.

## Lịch sử
Tambon Rahan, Wang Cha-on và Bueng Samakkhi đã được tách từ huyện Khanu Woralaksaburi để lập tiểu huyện (King Amphoe) Bueng Samakkhi ngày 30 tháng 4 năm 1994
. Chính phủ đã chọn tên Bueng Samakkhi để tưởng nhớ sự thống nhất của nhât dân trong huyện.
Theo quyết định của chính phủ Thái Lan ngày 15 tháng 5 năm 2007, tất cả 81 tiểu huyện đều được nâng lên thành huyện. Với việc đăng Công báo hoàng gia ngày 24 tháng 8, việc nâng cấp này thành chính thức.

## Địa lý
Các huyện giáp ranh (từ phía nam theo chiều kim đồng hồ): Khanu Woralaksaburi, Khlong Khlung, Sai Thong Watthana thuộc tỉnh Kamphaeng Phet, Sam Ngam, Pho Prathap Chang và Bueng Na Rang thuộc tỉnh Phichit.

## Hành chính
Huyện này được chia thành 4 phó huyện (tambon), các đơn vị này lại được chia thành 45 làng (muban). Không có khu vực đô thị (thesaban). Huyện này có 4 tổ chức hành chính tambon (TAO).
| Số TT | Tên            | Tên tiếng Thái | Số làng | Dân số |  |
| ----- | -------------- | -------------- | ------- | ------ |  |
| 1.    | Bueng Samakkhi | บึงสามัคคี        | 12      | 4.917  |  |
| 2.    | Wang Cha-on    | วังชะโอน        | 14      | 9.028  |  |
| 3.    | Rahan          | ระหาน          | 10      | 7.532  |  |
| 4.    | Thep Nimit     | เทพนิมิต         | 9       | 5.186  |  |